# Tennantita-(Cu)
La tennantita-(Cu) és un mineral de la classe dels sulfurs que pertany al subgrup de la tennantita.

## Característiques
La tennantita-(Cu) és un sulfur de fórmula química Cu₆(Cu₄Cu₂)As₄S₁₂S. Va ser aprovada com a espècie vàlida per l'Associació Mineralògica Internacional l'any 2021, sent publicada l'any 2022. Cristal·litza en el sistema isomètric.
Les mostres que van servir per a determinar l'espècie, el que es coneix com a material tipus, es troben conservades a les col·leccions del departament de mineralogia i petrologia del Museu Nacional de Praga, a la República Txeca, amb el número de catàleg: p1p 74/2020, a les col·leccions del Museu d'Història Natural de la Universitat de Pisa (Itàlia), amb el número de catàleg: 19925, i al museu mineralògic de l'École nationale supérieure des mines de Paris, amb el número de catàleg: ensmp 83990.

## Formació i jaciments
Va ser descoberta al dipòsit de Layo, a la província de Castilla (Regió d'Arequipa, Perú). També ha estat descrita en altres indrets del Perú, així com a l'Argentina, Namíbia, Eslovàquia, Grècia, França i Bulgària.